# Aliaj

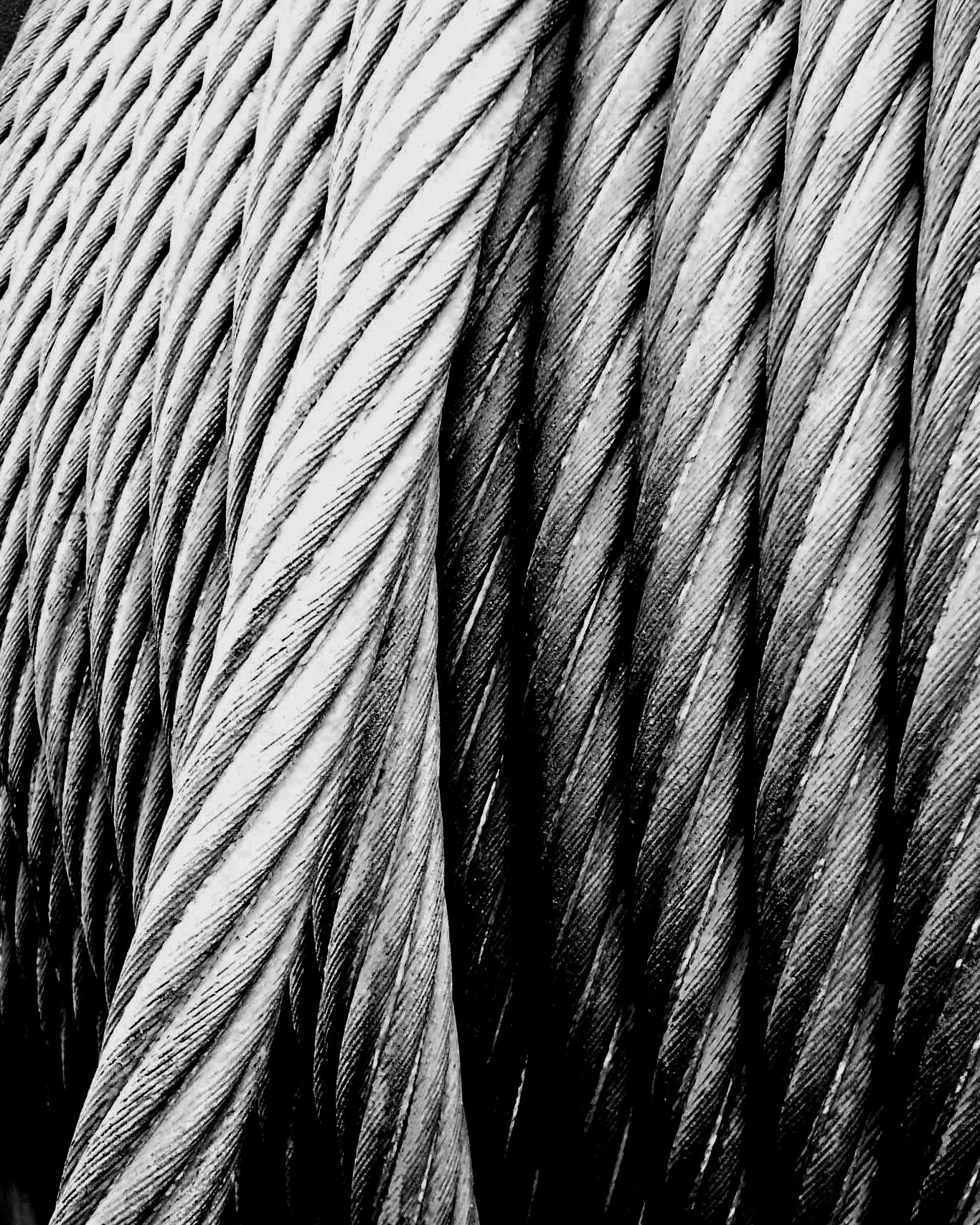
Cablu de oțel, un aliaj de fier cu carbon.

Un aliaj este un amestec omogen cu proprietăți metalice a două sau mai multe elemente chimice, din care cel puțin unul este metal și de obicei se află în cantitatea cea mai mare. Proprietățile fizice și chimice ale aliajelor sunt în general diferite de cele ale substanțelor componente, uneori semnificativ. Majoritatea metalelor de folosință zilnică sunt de fapt aliaje. De exemplu, metalul numit în limbaj uzual „fier” este aproape întotdeauna un oțel cu conținut redus de carbon, iar aurul folosit pentru bijuterii este un aliaj în care mai intră cupru și argint.
Elementele constituente ale aliajului sunt măsurate de obicei în procente de masă pentru aplicații practice și în fracții atomice pentru studii științifice de bază. Aliajele sunt de obicei clasificate ca aliaje substitutive sau interstițiale, în funcție de aranjamentul atomic care formează aliajul. Ele pot fi clasificate în continuare ca fiind omogene (constând într-o singură fază) sau eterogene (constând în două sau mai multe faze) sau intermetalice.

## Tipuri de aliaje

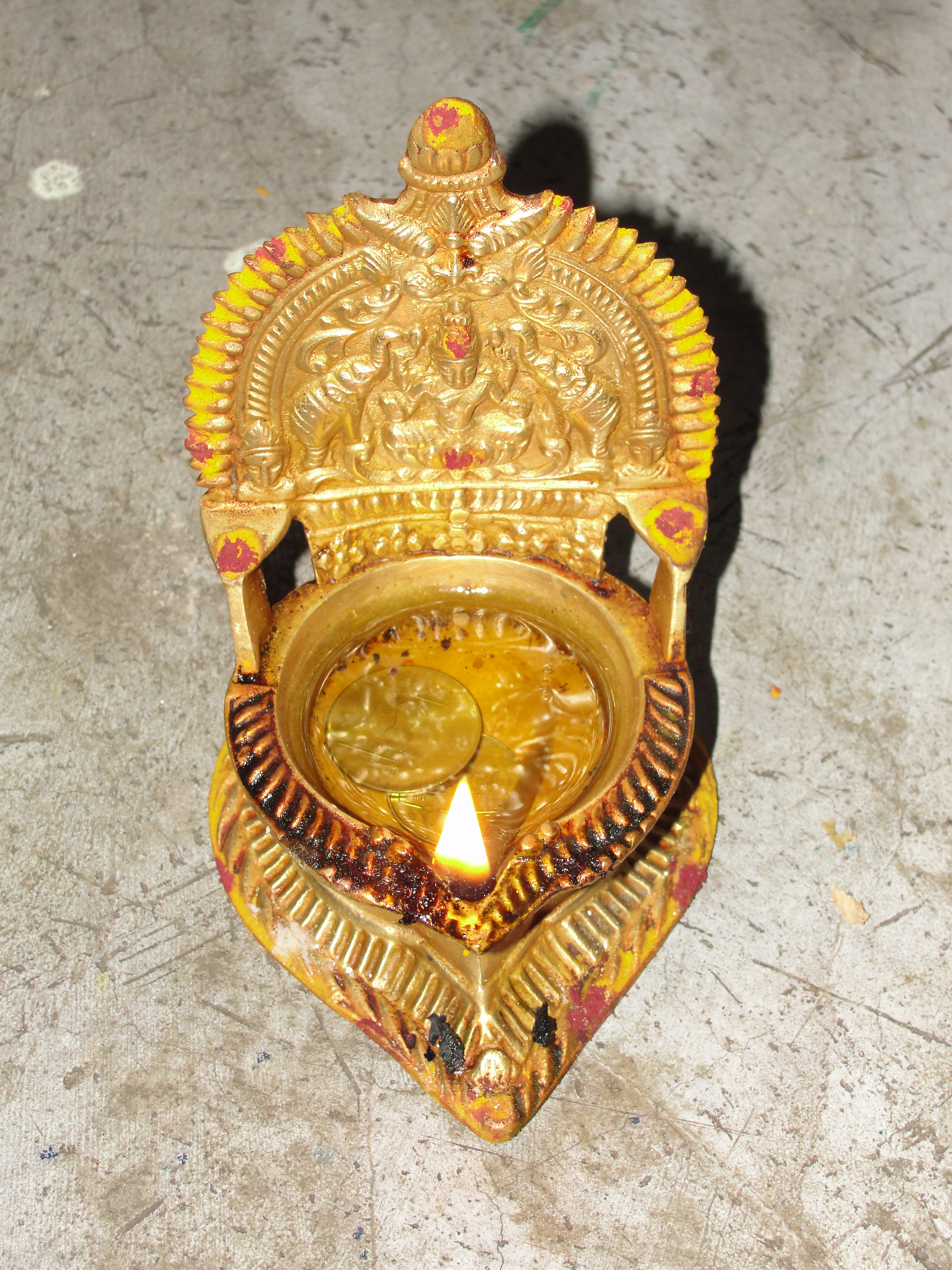
O lampă de alamă.

- Aliajul anticoroziv (rezistent la intemperii și factori chimici agresivi)
- Aliajul inoxidabil (nu oxidează, nu se combină cu oxigenul, nu ruginește)
- Aliajul antifricțiune (cu un coeficient de frecare mic, folosit la fabricarea cuzineților)
- Aliajul de lipit (care este folosit în procese tehnice de lipire, frecvent sub acțiunea căldurii)
- Aliajul dur (cu duritate mare)
- Aliajul refractar (care rezistă la temperaturi mari, de exemplu la peste 1500 °C)
- Aliaj ușor (cu o densitate relativ mică)
- Aliaj foarte ușor
- Aliaj tipografic (folosit în realizarea caracterelor de tipografie)
- Aliaj ușor fuzibil (care se topește ușor, la temperatură relativ mică)

și altele.

## Proprietăți ale aliajelor
- Temperatura de topire - la majoritatea aliajelor este mai scăzută decât temperatura de topire a metalelor componente. Exemplu: Aliajul compus din 35 părți de staniu (cositor) și 65 părți de plumb se topește la 190 °C, pe când staniul, cu punctul de topire cel mai scăzut dintre cele două, se topește la 232 °C.
- Densitatea aliajului - are o valoare intermediară față de densitățile metalelor componente.
- Duritatea aliajului - este mai mare decât a fiecărui metal luat separat. Exemplu: Aliajul wolframului cu carbonul, împreună cu mici cantități de cobalt și alte metale, are duritatea diamantului, înlocuindu-l într-o serie de lucrări tehnice.
- Rezistența mecanică a metalelor crește prin aliere.
- Rezistența la coroziune se mărește. Exemplu: oțelul cu crom este foarte rezistent la ruginire și la acțiunea acizilor.

## Importanță economică
Faptul că au temperatura de topire mai mică decât cea a componentelor face ca aliajele să fie mai ușor prelucrabile (și mai ieftin).
O importanță economică deosebită o au aliajele feroase numite oțeluri și fonte. Acestea sunt aliaje ale fierului cu carbonul (un nemetal):
- oțelurile conțin 2,14% carbon
- fontele au 2,14-4,5% carbon

Aliajele care conțin o cantitate mai mare de cupru sunt:
- alamele, aliaje ale cuprului cu zincul
- bronzurile, care pot fi aliaje cupru-staniu, cupru-plumb, cupru-aluminiu etc.

Un aliaj pe bază de aluminiu des utilizat este duraluminiul, care conține cupru, magneziu și mangan în cantități mici.